# Lac d'Astéri
 (signalé en mai 2025).
Si vous disposez d'ouvrages ou d'articles de référence ou si vous connaissez des sites web de qualité traitant du thème abordé ici, merci de compléter l'article en donnant les références utiles à sa vérifiabilité et en les liant à la section « Notes et références ».
- Archive Wikiwix
- Bing
- Cairn
- DuckDuckGo
- E. Universalis
- Gallica
- Google
- G. Books
- G. News
- G. Scholar
- Persée
- Qwant
- (zh) Baidu
- (ru) Yandex
- (wd) trouver des œuvres sur Wikidata

Le lac d'Astéri, en grec moderne : Λίμνη Αστερίου, est un lac de barrage du district régional d'Achaïe dans le Péloponnèse en Grèce-Occidentale. Il est formé sur la rivière Parapíros (el) lors de la création, en 2020-2021, avec l'achèvement du barrage du Píros-Parapíros (el). Il prend son nom du village voisin du même nom près duquel se trouvent les ouvrages du barrage. Le lac est administrativement situé à la fois dans le dème d'Érymanthe et celui d'Achaïe-Occidentale, la plus grande superficie se trouvant du côté d'Érymanthe.